# En söndag i september
En söndag i september är en svensk film från 1963 med regi och manus av Jörn Donner. I rollerna ses bland andra Harriet Andersson, Thommy Berggren och Barbro Kollberg.
Filmen spelades in 1962–1963 i Europafilms studio i Sundbyberg, Stockholm, Höör och Ekerö. Fotograf var Tony Forsberg och klippare Wic' Kjellin. Musiken komponerades av Bo Nilsson och Peter Jacques. Filmen premiärvisades den 1 september 1963 på biograf Saga i Stockholm. Den var 114 minuter lång och tillåten från 15 år.
Donner fick motta Opera Prima-priset för bästa regidebut 1963. Filmen tilldelades även Svenska Filminstitutets kvalitetsbidrag på 122 828,03 svenska kronor.

## Handling
Filmen följer det unga paret Stig och Birgitta från förälskelse via giftermål till dess att paret separerar.

## Rollista
- Harriet Andersson – Birgitta
- Thommy Berggren – Stig
- Barbro Kollberg – Birgittas mor
- Harry Ahlin – fadern
- Axel Düberg – brodern
- Jan Erik Lindqvist – Gustaf Karlsson, ingenjör
- Ellika Mann – fru Karlsson
- Roland Söderberg – prästen
- Nils Kihlberg – doktor Hjälm
- Gustaf Hiort af Ornäs – mannen
- Brita Billsten – hustrun

### Fotnoter
1. 1 2 3 4  ”En söndag i september”. Svensk Filmdatabas. http://sfi.se/sv/svensk-filmdatabas/Item/?itemid=4670&type=MOVIE&iv=Basic&ref=/templates/SwedishFilmSearchResult.aspx?id%3d1225%26epslanguage%3dsv%26searchword%3den+s%C3%B6ndag+i+september%26type%3dMovieTitle%26match%3dBegin%26page%3d1%26prom%3dFalse. Läst 2 april 2013.